# Avanos

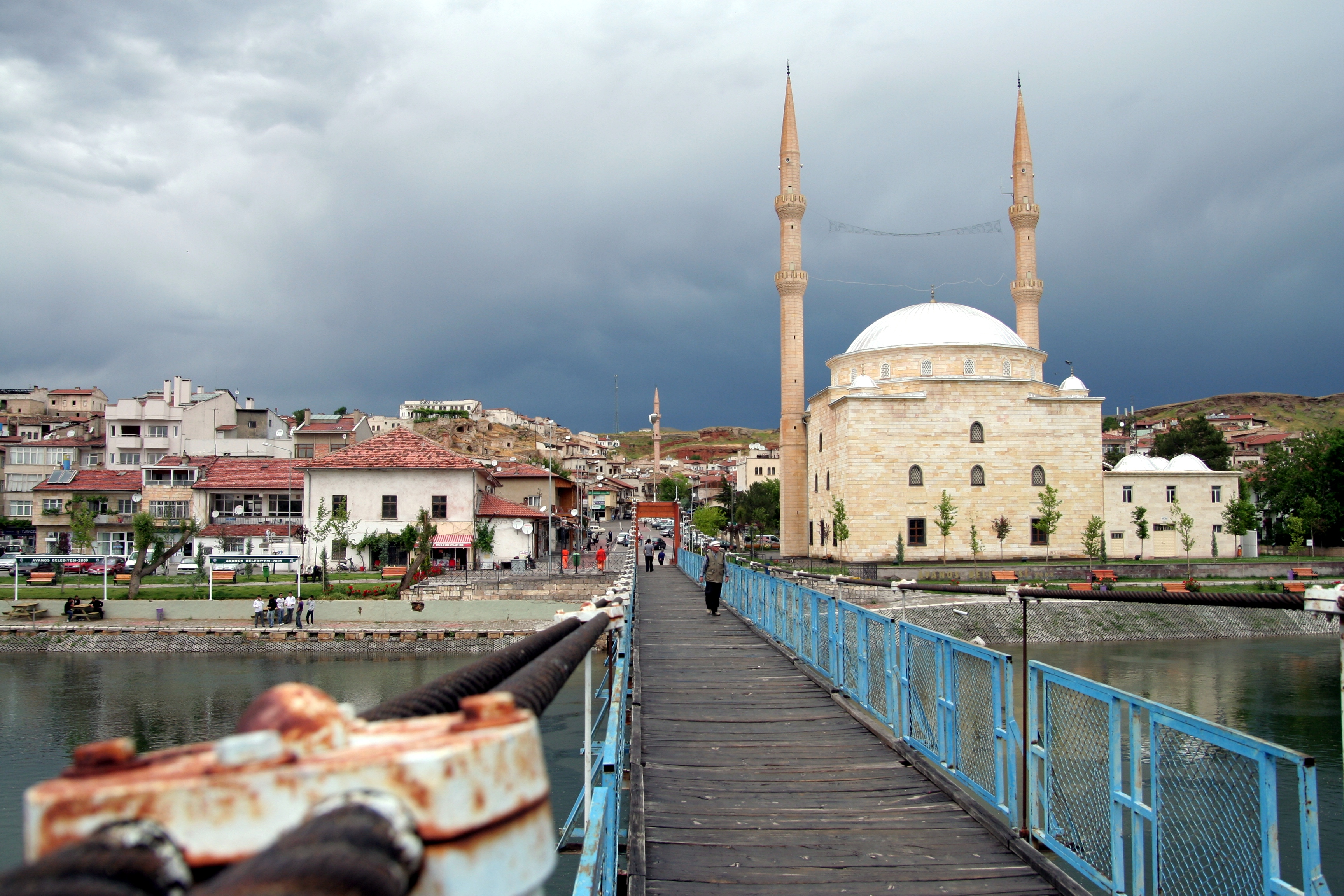
Vedere spre centrul orașului Avanos

Avanos (greacă Άβανος) este un oraș mic din Turcia cu 13.533 de locuitori și capitala districtului Avanos cu 33.875 de locuitori (în anul 2014). 

## Geografie
Orașul este situat în provincia Nevșehir la aproximativ 920 de metri altitudine, în Regiunea Cappadocia, pe Kizilirmak, cel mai lung fluviu din Turcia. 

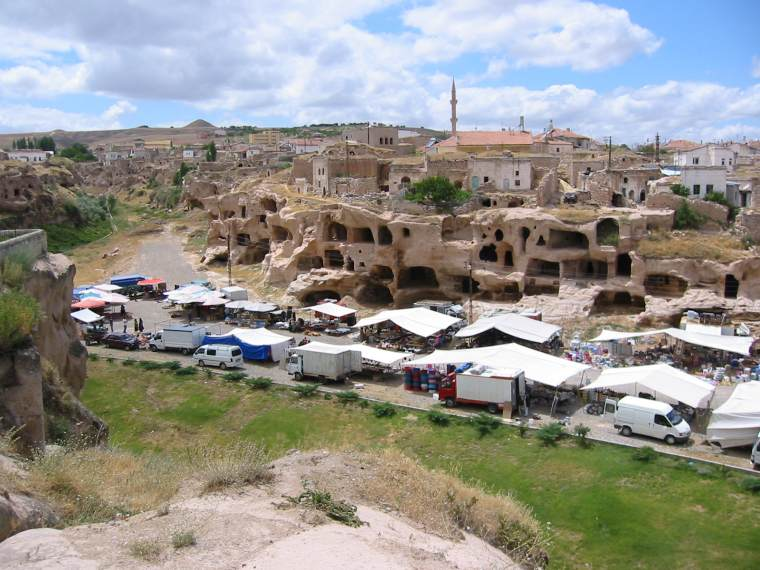
Panorama Özkonak

La regiunea orașului aparține municipiul Akarca. 
În districtul Avanos sunt situate locurile Özkonak, cu un oraș subteran și Çavușin, cu biserici de piatră. Aproximativ șase kilometri la est de oraș se află caravanseraiul selgiucid, Sarıhan.

## Istoric
Istoria orașului, probabil, merge în perioada hitiților.

## Economie și turism
Avanos este cunoscut pentru tradiția sa bogată de olărit și ziglărit. Locuitorii trăiesc în principal din turism. În oraș există mari hoteluri, magazine locale de ceramică, pensiuni, comerț de covoare, baruri și restaurante, precum și companii pentru trei zile de turism.
Produse agricole sunt în principal, cereale, sfecla de zahăr, fructe și vin.

## Personalități
- Veysel Cihan (n. 1976), fotbalist
- Köksal Yedek (n. 1985), fotbalist